# Черкаська обласна філармонія
Черка́ська обласна́ філармо́нія — філармонія обласного значення, створена 1 червня 1955 року у місті Черкаси.

## Історія
Черкаська обласна філармонія, яка створена 1 червня 1955 року, стала однієї з перлин духовно-культурної скарбниці не тільки Черкащини, а й України.
1957 року при філармонії створено Черкаський народний хор, 1960 року запрацював перший ВІА «Веселі голоси», 1964 року створено ВІА «Мелодії молодості», керівниками якого були Альгердас Чаплікас, пізніше — Віктор Свиридов, а солістами — Тетяна Кочергіна, подружжя Мельників, Володимир Гарькавий, Тетяна Мелешко, заслужений працівник культури України Валентина Яковлєва.
У 1964 також працювали 2 музичні лекторії, які популяризували кращі зразки класичного та народного мистецтва. У лекторіях розпочали свою професійну творчу діяльність багато відомих постатей, серед яких і народна артистка України, кавалер ордена княгині Ольги Валентина Саввопуло.
1975 року створено ВІА «Калина», керівниками якого були й О. Зуєв, М. Некрич, М. Панзюк. У 1983 році створено ВІА «ХХ век» із солісткою Тетяною Кочергіною. Цього ж року створено ансамбль «Росава», керівником якого був заслужений артист України Микола Петрина, а солістами: народна артистка України Раїса Кириченко, яка за створення з колективом концертних програм була удостоєна звання лауреата Державної премії ім. Т. Г. Шевченка, кавалер ордена «За заслуги» народна артистка України Ольга Павловська, заслужені артистки України Олена Варич, Євгенія Крикун, Тетяна Халаш, вокальний дует заслужених працівників культури України Василя і Діани Матющенків.
У 1988—2008 роках у філармонії працювало тріо бандуристок «Вербена» у складі народних артисток України Людмили Ларікової, Лідії Зайнчківської та Ольги Калини. З 2008 року тріо працювало у складі: народної артистки України Лідії Зайончківської, заслуженої артистки України Наталії Мамалиги та Інги Михаль.
З 2012 року у філармонії запрацював симфонічний оркестр під керівництвом заслуженого діяча мистецтв України Олександра Дяченка. З 2017 року симфонічний оркестр Черкаської обласної філармонії носить статус «академічний».
Директори філармонії:
- 1955 р. — Олександр Михайлович Люндовський
- 1955—1957 рр. — Євген Михайлович Котел
- 1957—1959 рр. — Іван Семенович Гурський
- 1959 р. — Андрій Хомич Хмара (в.о. директора)
- 1959—1963 рр. — Олександр Михайлович Люндовський
- 1963—1970 рр. — Володимир Юрійович Бєлєнький
- 1970—1975 рр. — Олександр Іванович Григор'єв
- 1975 р. (в.о. директора) — Павло Іванович Малоземов
- 1975—1982 рр. — заслужений працівник культури України Борис Іванович Верлінський
- 1982—2012 рр. — заслужений працівник культури України Антанас Аугустинович Петраускас
- 2012—2013 рр. — заслужений діяч мистецтв України Олександр Миколайович Дяченко
- 2013 р. (з квітня по червень) — Ольга Валеріївна Сисоєва (в.о. директора)
- 2013 р. (з червня) — Юрій Григорович Федоряка

## Структура
Черкаську обласну філармонію очолює Юрій Федоряка, у організаційно-творчому тандемі з яким працюють мистецький колектив та команда заступників: заслужений працівник культури України Валентина Яковлєва та заслужений діяч мистецтв України Володимир Єфімов та інші. У філармонії творять своє мистецтво: Черкаський академічний заслужений український народний хор (художній керівник — Володимир Федас, директор-розпорядник хору — заслужений працівник культури України Зіновій Юрович, керівник оркестру хору — заслужений артист України Олексій Колесник, балетмейстер-постановник — Ірина Ворошилова), академічний симфонічний оркестр (художній керівник — заслужений діяч мистецтв України Олександр Дяченко), ансамбль української пісні «Росава» (солістки Катерина Овсієнко та Галина Боровицька), тріо «Аріана» у складі А. Вікарчук, І. Михаль, В. Косенко, народні артистки України Людмила Ларікова та Ольга Калина, лауреат міжнародних конкурсів Олена Лютаревич-Марченко, стейдж-бенд «Паралелі» (керівник Олександр Лісун, солістка Ольга Чернієнко) та окремі солісти.

## Діяльність
Діяльність філармонії тісно пов'язана із творчою діяльністю заслужених діячів мистецтв України: Бориса Шарварка, Леоніда Трофименка, Лідії Пономаренко. Філармонія відкрила світові багато імен артистів, зокрема і народних артистів України: Анатолія Авдієвського, Анатолія Пашкевича, Євгена Кухарця, Олександра Стадника, Раїси Кириченко, першої виконавиці «Степом, степом» Ольги Павловської, Валентина Пивоварова, Анатолія Маняченка, Василя Бокоча, Євгена Берези, Юрія Смолянського, Валентини Саввопуло, Людмили Монастирської та інші; заслужених артистів України: Тамари Власенко, Віктора Гнилокваса, Петра Савчука, Володимира Захарова, Євгенії Крикун, Михайла Тихоненка, Людмили Йосипової, Геннадія Кабіна, Юрія Ільчука, Андрія Єфімова, Олександра Шнайдера та інші.

## Пам'ятники
26 червня 2018 року на будівлі філармонії відкрили пам'ятні знаки, присвячені трьом відомим українським митцям — народному артисту України Анатолію Пашкевичу та заслуженому діячу мистецтв України Миколі Негоді, а також пам'ятник народній артистці України Раїсі Кириченко.

## Галерея

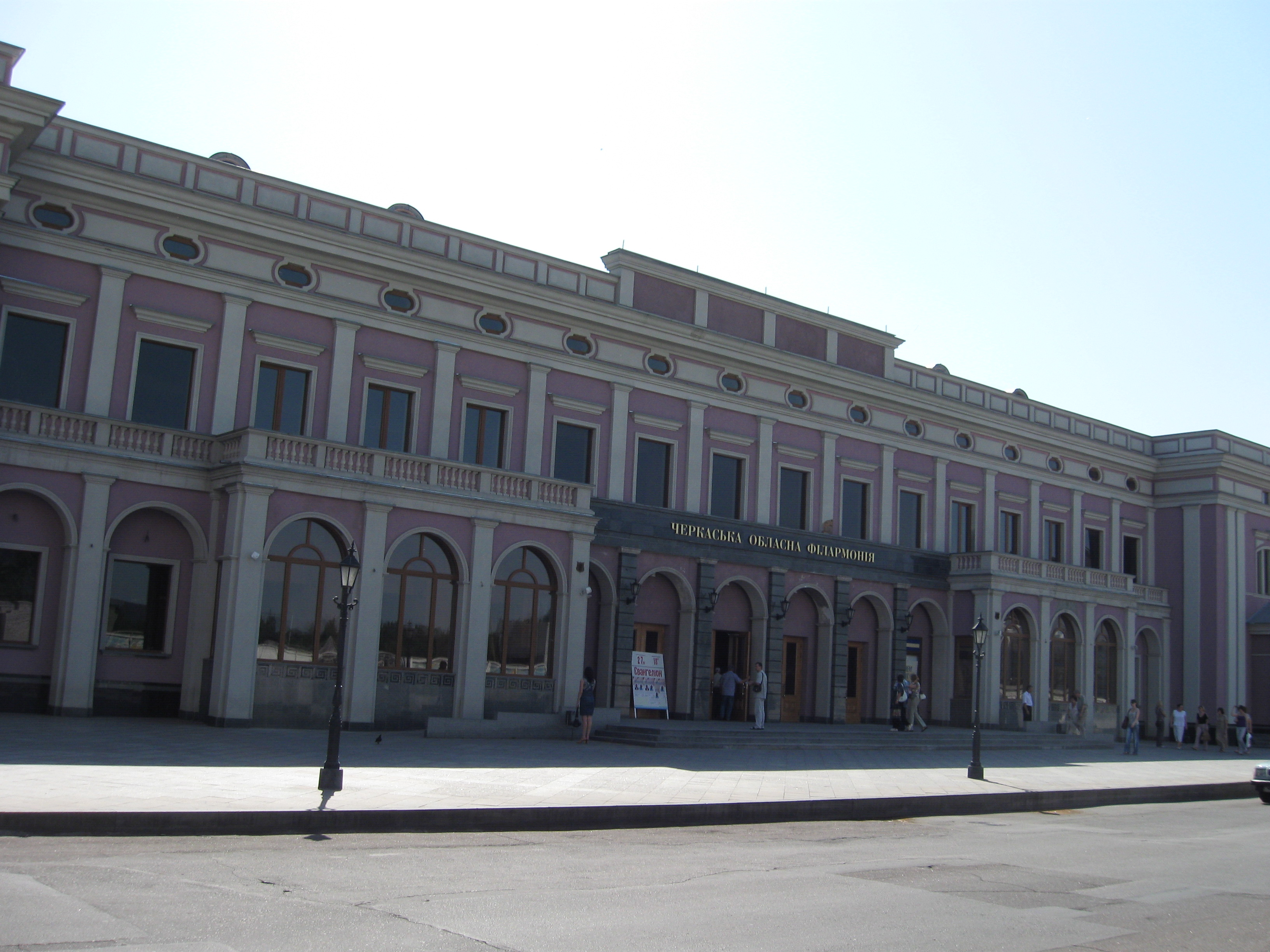
Будівля Черкаської обласної філармонії
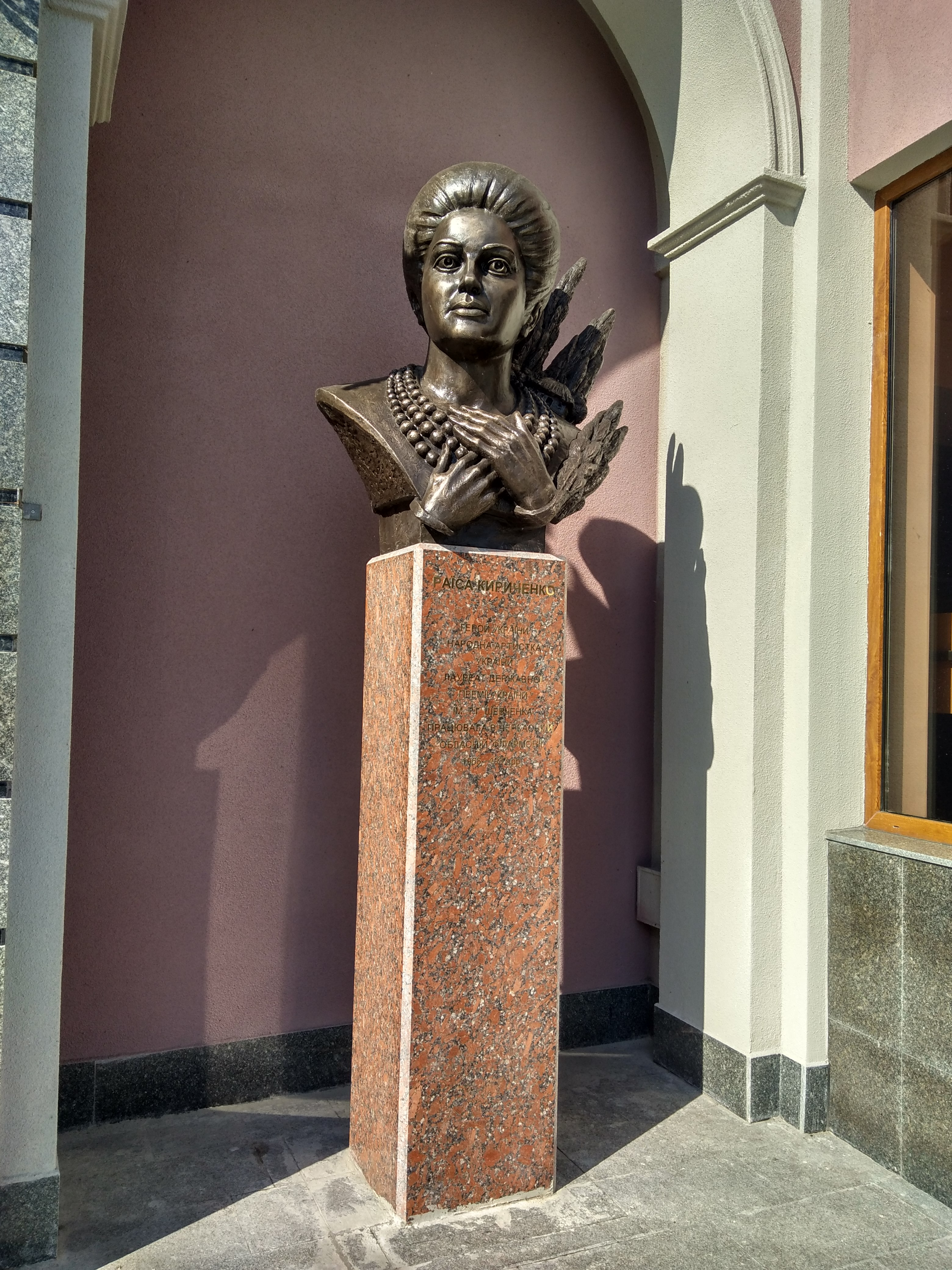
Пам'ятник Раїсі Кириченко
Головний вхід